# Бромфилд, Луис
Луис Бромфилд (27 декабря 1896 – 18 марта 1956) — американский писатель и защитник природы. Будучи автором бестселлеров в 1920-х годах, он переосмыслил себя как фермер в конце 1930-х годов и стал одним из первых сторонников устойчивого и органического сельского хозяйства в Соединенных Штатах. В 1927 году он получил Пулитцеровскую премию за художественную книгу за роман «Ранняя осень» (англ. Early Autumn), основал экспериментальную ферму «Малабар» недалеко от Мэнсфилда, штат Огайо, и сыграл важную роль в раннем движении в защиту окружающей среды.

## Ранняя жизнь и образование
Льюис Брумфилд родился в Мэнсфилде, штат Огайо, в 1896 году в семье Чарльза Брумфилда, банковского кассира и спекулянта недвижимостью, и Аннет Мари Коултер Брумфилд, дочери фермера из Огайо. Позже Брумфилд изменил написание своего имени на «Луис Бромфилд», потому что посчитал, что так оно выглядит более благородно.
В детстве Бромфилд любил работать на ферме своего деда. В 1914 году он поступил в Корнеллский университет, чтобы изучать сельское хозяйство. Однако ухудшающееся финансовое положение его семьи вынудило его бросить учебу после первого семестра. Погрязнув в долгах, его родители продали свой дом в центре Мэнсфилда и переехали на ферму деда Бромфилда на окраине города.

## Карьера
С 1915 по 1916 год Бромфилд изо всех сил пытался возродить непродуктивную семейную ферму, о чем он позже с горечью писал в своем автобиографическом романе «Ферма» (англ. The Farm). В 1916 году он поступил в Колумбийский университет, чтобы изучать журналистику. Его пребывание в Колумбийском университете было недолгим; он покинул его менее чем через год, чтобы пойти добровольцем на Первую мировую войну. 

Бромфилд покинул армию в 1919 году. Он нашел работу в Нью-Йорке в качестве журналиста, критика и менеджера по связям с общественностью. В 1921 году он женился на светской львице Мэри Эпплтон Вуд. У них было три дочери: Энн Бромфилд (1925-2001), Хоуп Бромфилд (1927-2016)  и Эллен Бромфилд (1932-2019).
В 1924 году Бромфилд опубликовал свой первый роман «Дерево из Грин-Бей» (англ. The Green Bay Tree), в котором главной героиней была своенравная и независимая женщина.  Второй роман, «Одержимость» (англ. Possession), был опубликован в 1925 году. Ведущие критики того времени высоко оценили качество его ранних произведений.
В ноябре 1925 года Бромфилд переехал в Париж, где познакомился со многими выдающимися деятелями «потерянного поколения», в частности с Гертрудой Стайн и Эрнестом Хемингуэем . Его третий роман «Ранняя осень» (англ. Early Autumn), суровый портрет пуританского происхождения его жены в Новой Англии, получил Пулитцеровскую премию 1927 года.
В конце 1920-х и начале 1930-х годов Бромфилд продолжал писать бестселлеры, в том числе «Хорошая женщина» (англ. Good Woman), «Странная история мисс Энни Спраг» (англ. The Strange Case of Miss Annie Spraag) и «Ферма» (англ. The Farm) — автобиографический роман, романтизирующий аграрное прошлое его семьи. Он также некоторое время работал в Голливуде в качестве сценариста.
В 1930 году он переехал в отреставрированный приходской дом XVI века в Санлисе, к северу от Парижа. Там он разбил на берегу реки Нонетт великолепный сад, где устраивал вечеринки, пользовавшиеся большой популярностью среди художников, писателей и светских людей того времени. Постоянными гостями были Гертруда Стайн, Элис Б. Токлас, Эльза Скиапарелли, Дороти Уайлд, Лесли Ховард, Ноэль Хаскинс Мерфи, Дуглас Фэрбенкс, сэр Фрэнсис Сирил Роуз, Френсис Скотт и Зельда Фицджеральды.
Страсть Бромфилда к садоводству усилилась в течение 1930-х годов. Он перенял приемы интенсивного садоводства у своих соседей-крестьян в Санлисе и установил тесную связь с Эдит Уортон, которая спроектировала регулярные сады в павильоне Коломб, ее поместье в соседнем Сен-Брис-су-Форе.
В этот период Бромфилд также совершил две длительные поездки в Индию. Его путешествия легли в основу одного из его самых признанных критиками бестселлеров «Пришли дожди» англ. The Rains Came (1937), по мотивам которого в 1939 году был снят популярный фильм с Мирной Лой и Тайроном Пауэром. Позднее он использовал доходы от этой книги для финансирования фермы «Малабар».
В конце гражданской войны в Испании Бромфилд занимал пост председателя Чрезвычайного комитета по делам американских раненых, базировавшегося в Париже, который помогал репатриировать добровольцев, сражавшихся в бригадах Авраама Линкольна. Позднее за этот подвиг он был награжден французским орденом Почетного легиона. Будучи ярым критиком политики умиротворения Невилла Чемберлена, он покинул Европу вскоре после Мюнхенского соглашения с туманным планом переехать в Огайо и вырастить своих детей на «честной ферме».

### Ферма Малабар и Друзья Земли
В декабре 1938 года Бромфилд приобрел 600 акров истощенных сельскохозяйственных угодий недалеко от города Лукас в Плезант-Вэлли, округ Ричленд, штат Огайо. Он построил фермерский дом в стиле греческого возрождения с 19 комнатами, который назвал Большим домом. Используя опыт и рабочую силу Службы охраны почв и Гражданского корпуса охраны природы, Бромфилд восстановил свою землю и в процессе изучил принципы сохранения почв. Позднее он превратил Малабар в витрину того, что он называл «Новым сельским хозяйством». Среди новых методов ведения сельского хозяйства, которые он продвигал в Малабаре, были использование зеленых удобрений, контурная вспашка, «мусорное земледелие», листовое компостирование и полосовое земледелие.
В 1941 году Бромфилд стал первым вице-президентом «Друзей земли» — новой национальной волонтерской организации, связанной со Службой охраны почв США. Организация стремилась исправить разрушительные методы ведения сельского хозяйства, которые привели к Пыльному котлу и другим случаям широкомасштабной эрозии почвы в 1930-х годах. Организация объединила многих выдающихся деятелей экологии и сельского хозяйства XX века. Бромфилд использовал свою известность для продвижения работ реформаторов сельского хозяйства, включая Эдварда Фолкнера, чья книга 1943 года «Безумие пахаря» критиковала отвальный плуг и пропагандировала «мусорное земледелие» (предшественник нулевой обработки почвы) для предотвращения эрозии и поддержания плодородия почвы. Бромфилд также помог популяризировать журнал организации, The Land, в котором публиковались статьи Э. Б. Уайта, Джона Дос Пассоса, Генри Э. Уоллеса, Альдо Леопольда и Рейчел Карсон, а также многих других.

### Упадок и смерть
Новый интерес Бромфилда к сельскому хозяйству и защите окружающей среды совпал с крахом его литературной репутации. Такие критики, как Малкольм Коули, Орвилл Прескотт и Эдмунд Уилсон, отвергали его поздние произведения, называя их надуманными и поверхностными. Тем не менее, книги Бромфилда продолжали пользоваться популярностью у читателей; его роман 1947 года «Колорадо» (англ. Colorado) был продан тиражом более 1 миллиона экземпляров. Он также начал писать серию мемуаров о сельском хозяйстве и окружающей среде.
Когда литературная карьера Бромфилда пошла на спад, он начал сталкиваться с серьезными финансовыми трудностями, усугубляемыми высокими расходами на содержание его экспериментальной фермы и его расточительным образом жизни. После смерти жены Мэри в 1952 году он завязал отношения с наследницей миллиардера Дорис Дьюк, которая разделяла его интерес к садоводству и охране природы, но их роман был прерван из-за ухудшения его здоровья. Он умер от множественной миеломы 18 марта 1956 года в университетской больнице в Колумбусе.

## Влияние и наследие
После смерти Бромфилда ферма Малабар была превращена в государственный парк и туристическую достопримечательность. Государственный парк «Малабар-Фарм» ежегодно принимает тысячи посетителей и сохраняет некоторые аспекты философии управления Бромфилда. Одной из примечательных особенностей парка является лес Дорис Дьюк, названный в честь Дорис Дьюк, чье пожертвование помогло спасти Малабар от застройки после смерти Бромфилда.
Многие из трудов Бромфилда по сельскому хозяйству до сих пор издаются. В 1989 году Луис Бромфилд был посмертно избран в Зал славы сельского хозяйства Огайо, а в декабре 1996 года, в столетие со дня его рождения, Департамент сельского хозяйства Огайо установил его бюст в вестибюле, названном в его честь, в новой штаб-квартире департамента в Рейнольдсбурге, штат Огайо.

## Работы
- The Green Bay Tree, 1924
- Possession, 1925
- Early Autumn, 1926
- A Good Woman, 1927
- The House of Women, 1927
- The Work of Robert Nathan, 1927
- The Strange Case of Miss Annie Spragg, 1928
- Awake and Rehearse, 1929
- Tabloid News, 1930
- Twenty-four Hours, 1930
- A Modern Hero, 1932
- The Farm, 1933
- Here Today and Gone Tomorrow, 1934
- The Man Who Had Everything, 1935
- It Had to Happen, 1936
- The Rains Came, 1937
- McLeod's Folly, 1939
- England: A Dying Oligarchy, 1939
- Night in Bombay, 1940
- Wild Is the River, 1941
- Until the Day Break, 1942
- Mrs. Parkington, 1943
- The World We Live In: Stories, 1944
- What Became of Anna Bolton, 1944
- Pleasant Valley, 1945
- Bitter Lotus, Cleveland, Ohio: The World Publishing Company, 1945
- A Few Brass Tacks, 1946
- Colorado, 1947
- Kenny, 1947
- Malabar Farm, 1948
- The Wild Country, 1948
- Out of the Earth, 1950
- Mr. Smith, 1951
- The Wealth of the Soil, 1952
- Up Ferguson Way, 1953
- A New Pattern for a Tired World, 1954
- Animals and Other People, 1955
- From My Experience, 1955